# Hel, Polen
Hel (tyska: Hela) är en stad i Powiat pucki i Pommerns vojvodskap i Polen. Staden hade 3 594 invånare år 2014 och är belägen på spetsen av Helhalvön.

## Bilder från Hel

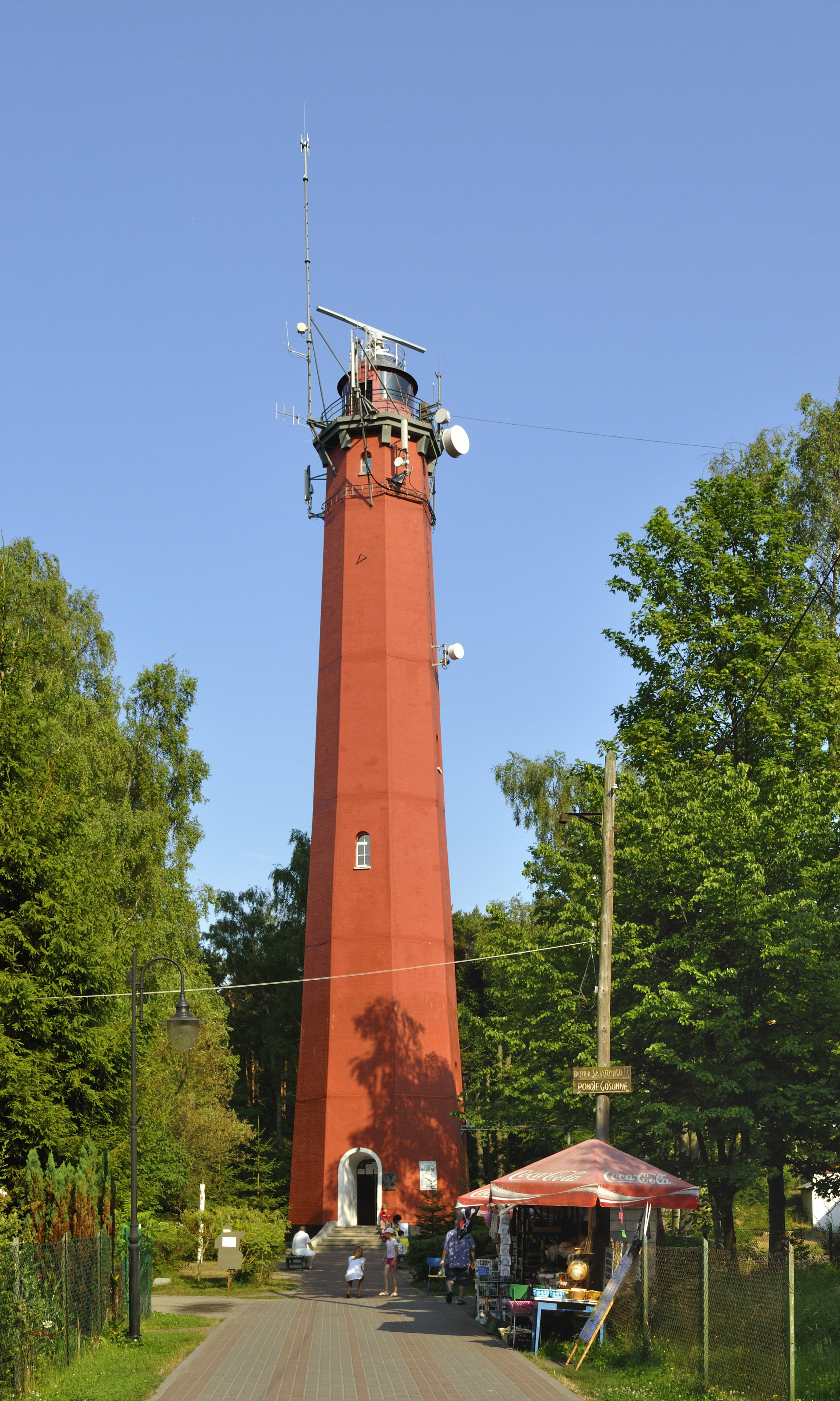
Hels fyr.
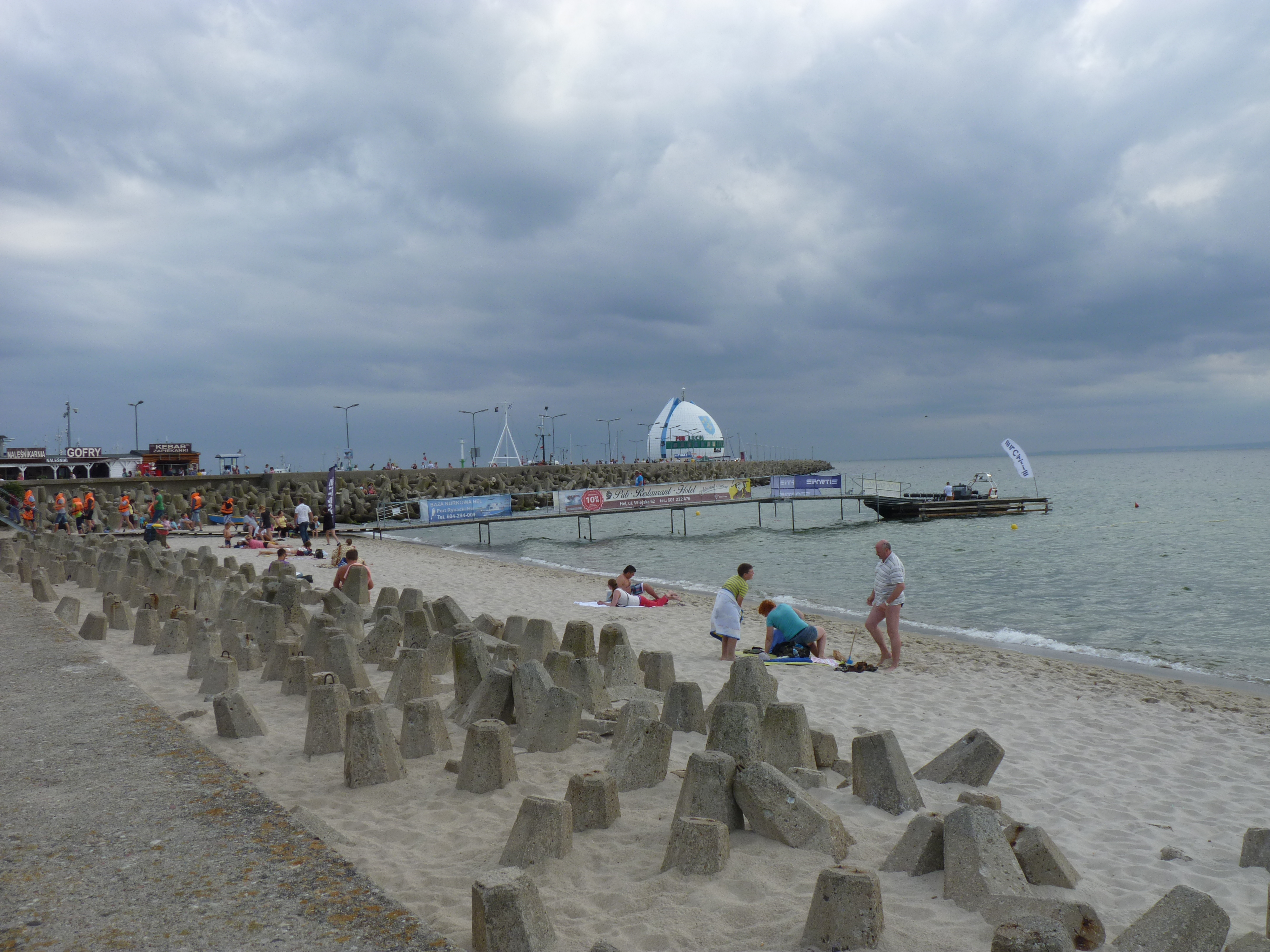
Stranden.
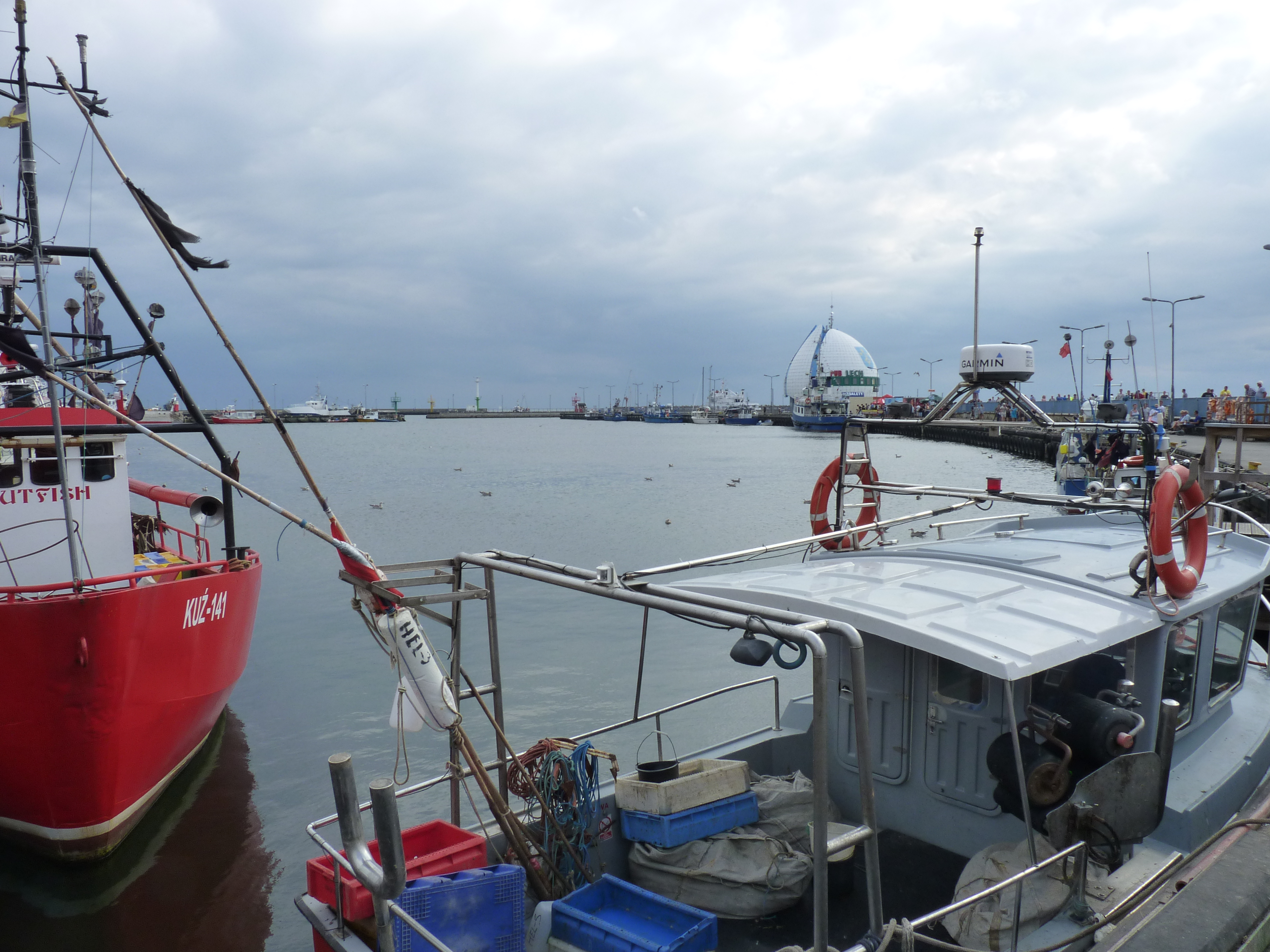
Hamnen.
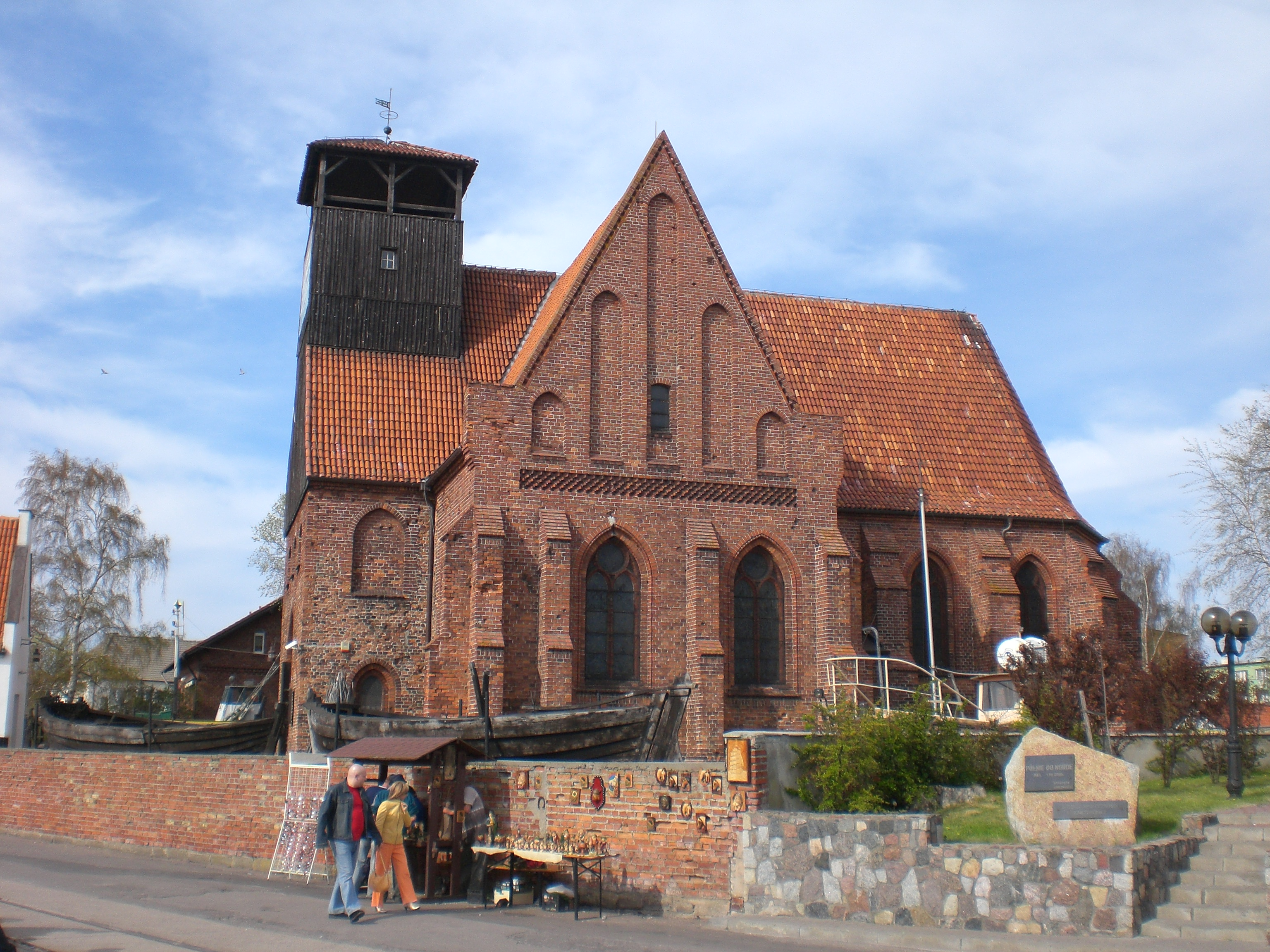
Fiskarnas Museum.
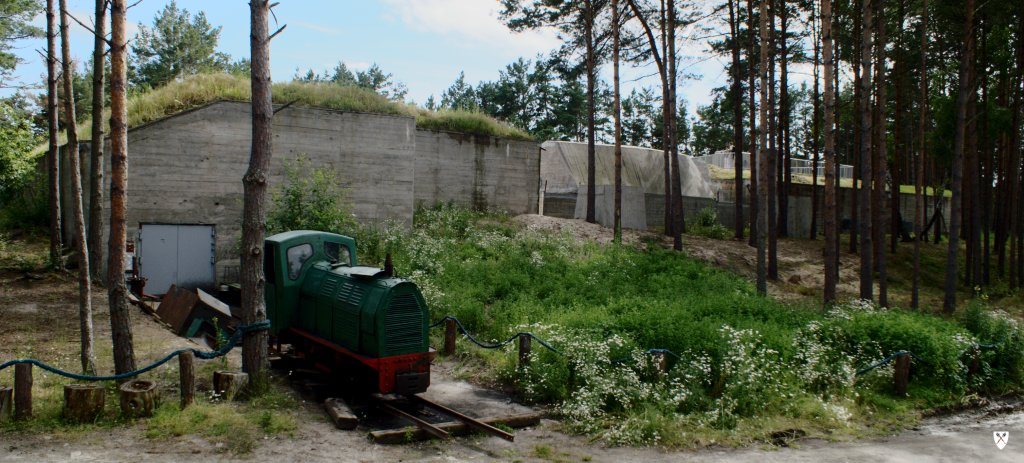
Fort från kriget.
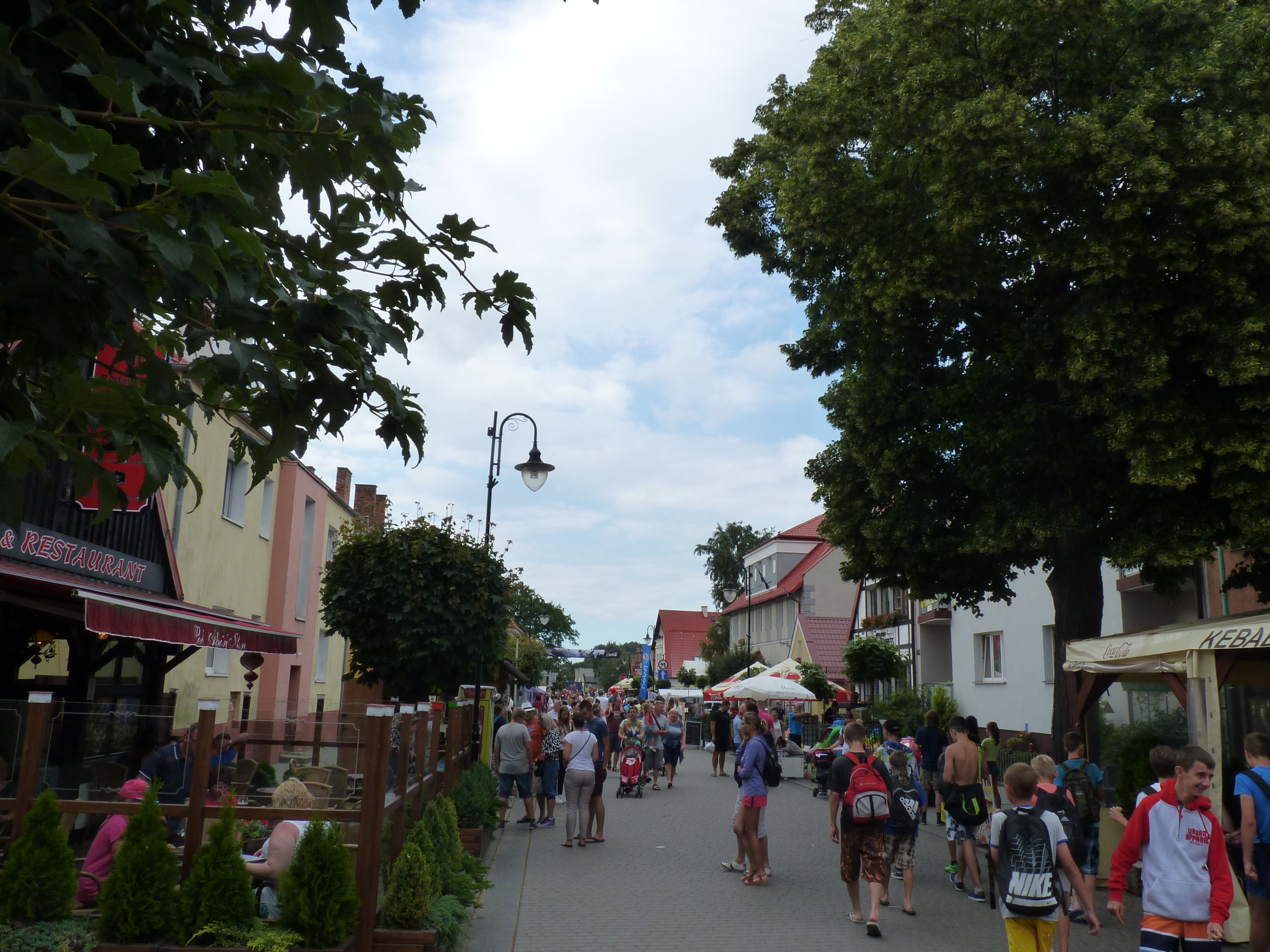
Centrala Hel.